# GP-5-Gasmaske

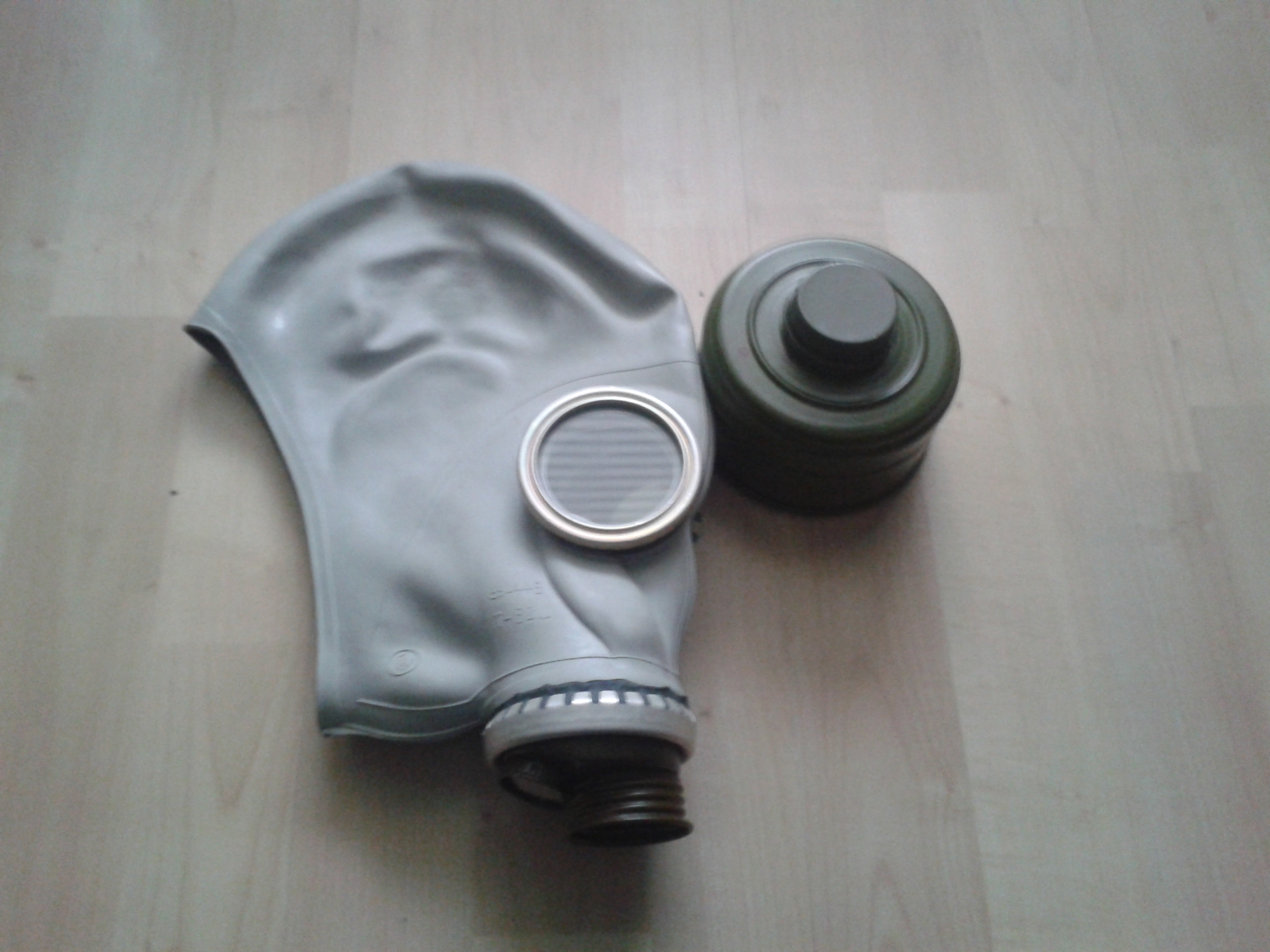
Die Gasmaske samt Filter

Die GP-5-Gasmaske (russisch Гражда́нский Противога́з-5) ist eine ABC-Schutzmaske aus sowjetischer Produktion. Die Produktion der Maske startete 1962 und endete 1990. Die Maske wurde an die sowjetische Zivilbevölkerung ausgegeben, um einen Schutz gegen chemische und biologische Kampfstoffe zu gewährleisten. Samt Zubehör wiegt die Maske ca. 1,1 kg. Die GP-5-Maske ist geeignet für alle Wettersituationen und Temperaturen von −40 °C bis 113 °C.

## Aufbau
Die GP-5-Gasmaske besteht aus einem Maskenkörper aus Gummi, runden Augengläsern, und einem braun lackierten Anschlussstück, welches auch das Ausatemventil beinhaltet.
Die Maske wurde in einer braunen Umhängetasche, mit Antibeschlaglinsen (Klarscheiben) und einem grünen Filter, welcher ebenfalls die Bezeichnung GP-5 trägt, ausgegeben.
Die Maske verfügt über ein 40mm Schraubgewinde (russischer GOST Standard) zum Anschluss der Filter. Die GP-5-Gasmaske wird oft mit der SchM 41 M der ehemaligen NVA verwechselt, aber unterscheidet sich von dieser durch die Größe des Anschlussstücks.

## Sonstiges
Aufgrund ihres einfachen Aufbaus und des niedrigen Preises ist sie mit 100 Millionen produzierten Einheiten die in größter Menge produzierte Gasmaske. Die Maske ist in Sammlerkreisen sehr beliebt. Da die Filter Asbest enthalten, handelt es sich um Gefahrgut, das ohne Zulassung nach REACH-Verordnung in der EU nicht gehandelt werden darf. Ohne den Filter sind die Masken in dieser Hinsicht unbedenklich.